# Войнахи
Войнахи (пол. Wojnachy) — село в Польщі, у гміні Сокулка Сокульського повіту Підляського воєводства.
Населення — 85 осіб (2011).
У 1975—1998 роках село належало до Білостоцького воєводства.

## Демографія
Демографічна структура станом на 31 березня 2011 року:
|          | Загалом | Допрацездатний вік | Працездатний вік | Постпрацездатний вік |
| -------- | ------- | ------------------ | ---------------- | -------------------- |
| Чоловіки | 39      | 12                 | 24               | 3                    |
| Жінки    | 46      | 8                  | 25               | 13                   |
| Разом    | 85      | 20                 | 49               | 16                   |